# Prêmio Cinematográfico de Hong Kong
Os Prêmios Cinematográficos de Hong Kong (português brasileiro) ou Prémios Cinematográficos de Hong Kong (português europeu)  em inglês Hong Kong Film Awards ou HKFA; em chinês:  香港電影金像獎), fundada em 1982, é uma cerimônia anual para prêmios de cinema em Hong Kong. A cerimônia acontece tipicamente em Abril. O prêmio é atribuído em vários aspectos da realização e da produção cinematográfica, como por exemplo a direção, o roteiro, a atuação e a cinematografia. A premiação é equivalente ao Óscares Americano e aos BAFTAs Britânicos.
O PCHK, está incorporada dentro da Associação dos Prêmios Cinematográficos de Hong Kong Ltd, desde Dezembro de 1993, e este está atualmente a ser gerenciado por um comitê de cineastas, o qual é representado por treze organizações cinematográficas profissionais em Hong Kong. A votação dos filmes elegíveis para o PCHK é conduzida de Janeiro até Março, e em todos os anos é aberto a todos os eleitores registrados, e um grupo de juizes selecionados. 

## Comitê dos Cineastas
O comitê dos cineastas consiste em treze organizações cinematográficas profissionais em Hong Kong, alistados abaixo.
- City Entertainment
- Associação das Indústrias de Filmes e Novos Territórios em Kowloon, Hong Kong
- Guilda dos Diretores Cinematográficos de Hong Kong
- Associação dos Teatros de Hong Kong
- Sociedade dos Cineastas de Hong Kong
- Associação Executiva de Produção Cinematográfica de Hong Kong
- Hong Kong Cinematography Lighting Association
- Associação de Dublês de Hong Kong
- Guilda dos Roteiristas de Hong Kong
- Hong Kong Performing Artistes Guild
- Associação das Artes Cinematográficas de Hong Kong
- Hong Kong Society of Film Editors
- Hong Kong Chamber of Films

## Regras gerais
O Prêmio Cinematográfico de Hong Kong está aberto a todos os filmes de Hong Kong, que seja longo no mínimo uma hora e que seja publicado comercialmente em Hong Kong dentro do calendário do ano prévio. Um filme de Hong Kong é qualificado se satisfazer dois dos três critérios, nomeadamente: o diretor de cinema tem de ser um residente de Hong Kong, e pelo menos com uma empresa cinematográfica registada em Hong Kong, e ao menos seis pessoas da equipe devem ser residentes de Hong Kong. Desde 2002, o PCHK também com a a categoria de premiação de Melhor Filme Asiático, que começou a aceitar filmes que não são de Hong Kong desde que seja publicado comercialmente em Hong Kong.
Em janeiro de cada ano, a primeira rodada das eleições, estão abertas a todos os eleitores registrados e um grupo de 100 juízes profissionais, para determinar os cinco nomeados para cada categoria de premiação. A segunda rodada da votação é aberta por um grupo de 50 juízes profissionais, e pelos membros do comitê executivo do PCHK, também com os membros de treze organizações cinematográficas profissionais. Cada grupo de votação segura uma percentagem de pontos como resultado final  para cada nomeado, e cada organização cinematográfica segura uma grande parte nas categorias associadas com isto.

## Categorias de premiação
A HKFA atualmente criou 19 categorias regulares, alistados abaixo.
| - Melhor Filme - Melhor Diretor - Melhor Roteiro - Melhor Ator - Melhor Atriz | - Melhor Ator Coadjuvante - Melhor Atriz Coadjuvante - Melhor Ator Estreante - Melhor Atriz Estreante - Melhor Diretor Estreante | - Melhor Cinematografia - Melhor Montagem - Melhor Direção de Arte - Melhor Figurino e Maquiagem - Melhor Coreografia de Ação | - Melhor Trilha Sonora - Melhor Montagem de Som - Melhor Canção Original - Melhores Efeitos Visuais - Melhor Filme de Mainland e Taiwan |

## Recordes

### Mais
- Mais vitórias para um filme: The Grandmaster — venceu 12 prêmios em 2014, includindo o de Melhor Filme, Melhor Diretor, Melhor roteiro, Melhor Atriz, Melhor Ator Coadjuvante, Melhor Cinematografia, Melhor Montagem de Filme, Melhor Direção de Arte , Melhor Figurino e Maquiagem, Melhor Coreografia de Ação, Melhor Trilha Sonora e Melhor Canção Original.
- Mais vitórias para Melhor Diretor: Ann Hui — premiado 5 vezes em 1983, 1996, 2009, 2012 e 2015.
- Mais vitórias para Melhor Ator: Tony Leung Chiu Wai — premiado 5 vezes em 1995, 1998, 2001, 2003 e 2005.
- Mais vitórias para Melhor Atriz: Maggie Cheung — premiada 5 vezes em 1990, 1993, 1997, 1998 e 2001.
- Mais vitórias para Melhor Ator Coadjuvante: Tony Leung Chiu Wai, Paul Chun, Anthony Wong Chau Sang e Liu Kai-Chi por 2 vezes casa.
- Mais nomeação para um filme: Shi yue wei cheng - teve 18 nomeações em 2010 e venceu 8 incluindo o de Melhor Filme.
- Mais nomeações para Melhor Diretor: Johnnie To — nomeado 16 vezes entre sua primeira nomeação  em 1990 e a última em 2012.
- Mais nomeações para Melhor Ator: Chow Yun-fat — nomeada 13 entre Ásia primeira em 1985 e a sua última em 2011.
- Mais nomeações para Melhor Atriz: Maggie Cheung — nomeada 9 vezes entre a sua primeira nomeação em 1989 e sua última em 2003.
- Mais nomeações sem vitória: Jackie Chan — nomeado para Melhor Ator 10 vezes entre 1985 e 2005, e sem nenhuma vitória.
- Mais vitórias consecutivas na mesma categoria: Arthur Wong, premiado para Melhor Cinematografia em 1998, 1999 e 2000.

### Primeiros
- Primeiro vencedor: Kara Hui — premiada como Melhor Atriz na 1.ª Cerimônia Anual dos Prêmios Cinematográficos de Hong Kong, fazendo ela a primeira a receber Prêmio Cinematográfico de Hong Kong .
- Primeiro vencedor: Anita Mui — premiada como Melhor Atriz Coadjuvante na 1985, pelo seu papel no filme Behind the Yellow Line[2]
- Primeiro vencedor não residente de Hong Kong: Song Hongrong — nascido na China continental, premiado para Melhor Direção de Arte em 1984.
- Primeiro vencedor não residente de Hong Kong para Melhor Ator: None — O Prêmio Cinematográfico de Hong Kong antes não  dava o título de Melhor Ator a qualquer não residente de Hong Kong.
- Primeiro vencedor não residente de Hong Kong para Melhor Atriz: Siqin Gaowa — nascida na China continental, premiada como Melhor Atriz em 1985 pelo seu papel no filme Homecoming.

### Especial
- Os filmes vencedores das 5 maiores prêmios (filme, diretor, roteiro, ator, atriz): Summer Snow por Ann Hui em 1996, e é sucedido por  A Simple Life — dirigido também por Ann Hui em 2012.

## Os 100 Melhores Filmes Chineses
Para celebrar um século do cinema Chinês, o PCHK publicou uma lista dos 100 melhores filmes chineses (o qual de facto contem 103 filmes) durante 24.ª Cerimônia Anual dos Prêmios Cinematográficos de Hong Kong no dia 27 Março de 2005. A lista, selecionada por um painel de101 cineastas, críticos e peritos, na lista estão incluídos 24 filmes da China continental (11 de pre-1949 e 13 de pós-1949), 61 de Hong Kong, 16 de Taiwan, e 2 co-produções.
| Posição nº | Título                                 | Ano  | Região                     | Língua                         | Diretor(es)                               |
| ---------- | -------------------------------------- | ---- | -------------------------- | ------------------------------ | ----------------------------------------- |
| 1          | Spring in a Small Town                 | 1948 | China                      | Mandarim                       | Fei Mu                                    |
| 2          | A Better Tomorrow                      | 1986 | Hong Kong                  | Cantonês                       | John Woo                                  |
| 3          | Days of Being Wild                     | 1990 | Hong Kong                  | Cantonês (+)                   | Wong Kar-wai                              |
| 4          | Yellow Earth                           | 1984 | China                      | Mandarim                       | Chen Kaige                                |
| 5          | City of Sadness                        | 1989 | Taiwan                     | Taiwanês (+)                   | Hou Hsiao-hsien                           |
| 6          | Long Arm of the Law                    | 1984 | Hong Kong                  | Cantonês                       | Johnny Mak                                |
| 7          | Dragon Gate Inn                        | 1967 | Taiwan                     | Mandarim                       | King Hu                                   |
| 8          | Boat People                            | 1982 | Hong Kong                  | Cantonês (+)                   | Ann Hui                                   |
| 9          | A Touch of Zen                         | 1971 | Taiwan                     | Mandarim                       | King Hu                                   |
| 10         | Crouching Tiger, Hidden Dragon         | 2000 | China/Hong Kong/Taiwan/USA | Mandarim                       | Ang Lee                                   |
| 11         | Street Angel                           | 1937 | China                      | Mandarim                       | Yuan Muzhi                                |
| 12         | A Brighter Summer Day                  | 1991 | Taiwan                     | Mandarim (+)                   | Edward Yang                               |
| 13         | The Private Eyes                       | 1976 | Hong Kong                  | Cantonês                       | Michael Hui                               |
| 14         | The Mission                            | 1999 | Hong Kong                  | Cantonês                       | Johnnie To                                |
| 15         | One-Armed Swordsman                    | 1967 | Hong Kong                  | Mandarim                       | Chang Cheh                                |
| 16         | Fist of Fury                           | 1972 | Hong Kong                  | Mandarim / Inglês              | Lo Wei                                    |
| 17         | In the Heat of the Sun                 | 1994 | China                      | Mandarim                       | Jiang Wen                                 |
| 18         | In the Face of Demolition              | 1953 | Hong Kong                  | Cantonês                       | Lee Tit                                   |
| 19         | A Chinese Odyssey                      | 1995 | Hong Kong                  | Cantonês / Mandarim            | Jeffery Lau                               |
| 20         | The Arch                               | 1970 | Hong Kong                  | Mandarim                       | Tang Shu Shuen                            |
| 21         | Rouge                                  | 1987 | Hong Kong                  | Cantonês                       | Stanley Kwan                              |
| 22         | Chungking Express                      | 1994 | Hong Kong                  | Cantonês (+)                   | Wong Kar-wai                              |
| 23         | Homecoming                             | 1984 | Hong Kong                  | Cantonês / Mandarim            | Yim Ho                                    |
| 24         | The Time to Live and the Time to Die   | 1985 | Taiwan                     | Mandarim / Taiwanês            | Hou Hsiao-hsien                           |
| 25         | Red Sorghum                            | 1987 | China                      | Mandarim                       | Zhang Yimou                               |
| 26         | Father and Son                         | 1981 | Hong Kong                  | Cantonês                       | Allen Fong                                |
| 27         | The Spring River Flows East            | 1947 | China                      | Mandarim                       | Cai Chusheng, Zheng Junli                 |
| 28         | Tian mi mi                             | 1996 | Hong Kong                  | Cantonês                       | Peter Chan                                |
| 29         | The Goddess                            | 1934 | China                      |                                | Wu Yonggang                               |
| 30         | The Big Road                           | 1934 | China                      |                                | Sun Yu                                    |
| 31         | The Secret                             | 1979 | Hong Kong                  | Cantonês                       | Ann Hui                                   |
| 32         | Infernal Affairs                       | 2002 | Hong Kong                  | Cantonês                       | Andrew Lau, Alan Mak                      |
| 33         | Drunken Master                         | 1978 | Hong Kong                  | Cantonês                       | Yuen Woo-Ping                             |
| 34         | The Butterfly Murders                  | 1979 | Hong Kong                  | Cantonês                       | Tsui Hark                                 |
| 35         | Ashes of Time                          | 1994 | Hong Kong                  | Cantonês                       | Wong Kar-wai                              |
| 36         | Made in Hong Kong                      | 1997 | Hong Kong                  | Cantonês                       | Fruit Chan                                |
| 37         | Sorrows of the Forbidden City          | 1948 | China                      | Mandarim                       | Zhu Shilin                                |
| 38         | The Love Eterne                        | 1963 | Hong Kong                  | Cantonês / Mandarim            | Li Han-Hsiang                             |
| 39         | Story of a Discharged Prisoner         | 1967 | Hong Kong                  | Cantonês                       | Patrick Lung Kong                         |
| 40         | Zu Warriors                            | 1983 | Hong Kong                  | Cantonês                       | Tsui Hark                                 |
| 41         | Terrorizers                            | 1986 | Taiwan                     | Mandarim / Taiwanês            | Edward Yang                               |
| 42         | The Killer                             | 1989 | Hong Kong                  | Cantonês                       | John Woo                                  |
| 43         | Once Upon a Time in China              | 1991 | Hong Kong                  | Cantonês / Inglês              | Tsui Hark                                 |
| 44         | Centre Stage                           | 1992 | Hong Kong                  | Mandarim (+)                   | Stanley Kwan                              |
| 45         | The Story of Qiu Ju                    | 1992 | China                      | Mandarim                       | Zhang Yimou                               |
| 46         | This Life of Mine                      | 1950 | China                      | Mandarim                       | Shi Hui                                   |
| 47         | Kingdom and the Beauty                 | 1959 | Hong Kong                  | Mandarim                       | Li Han Hsiang                             |
| 48         | The Winter                             | 1969 | Taiwan                     | Mandarim                       | Li Han Hsiang                             |
| 49         | An Autumn's Tale                       | 1987 | Hong Kong                  | Cantonês (+)                   | Mabel Cheung                              |
| 50         | A Chinese Ghost Story                  | 1987 | Hong Kong                  | Cantonês                       | Ching Siu-Tung                            |
| 51         | The Purple Hairpin                     | 1959 | Hong Kong                  | Cantonês                       | Lee Tit                                   |
| 52         | The Orphan                             | 1960 | Hong Kong                  | Cantonês                       | Lee Sun-Fung                              |
| 53         | Two Stage Sisters                      | 1965 | China                      | Mandarim                       | Xie Jin                                   |
| 54         | City on Fire                           | 1987 | Hong Kong                  | Cantonês / Mandarim            | Ringo Lam                                 |
| 55         | Farewell My Concubine                  | 1993 | Hong Kong/China            | Mandarim                       | Chen Kaige                                |
| 56         | Yi Yi                                  | 2000 | Taiwan                     | Mandarim / Taiwanês            | Edward Yang                               |
| 57         | Cold Nights                            | 1955 | Hong Kong                  | Cantonês                       | Lee Sun-fung                              |
| 58         | At Dawn                                | 1967 | Taiwan                     |                                | Sung Tsun-Shou                            |
| 59         | Raining in the Mountain                | 1979 | Taiwan                     | Mandarim                       | King Hu                                   |
| 60         | Police Story                           | 1985 | Hong Kong                  | Cantonês                       | Jackie Chan                               |
| 61         | C'est la vie, mon chéri                | 1993 | Hong Kong                  | Cantonês                       | Derek Yee                                 |
| 62         | The Wedding Banquet                    | 1993 | Taiwan                     | Mandarim / Inglês              | Ang Lee                                   |
| 63         | Platform                               | 2000 | China                      | Mandarim                       | Jia Zhangke                               |
| 64         | The Wild, Wild Rose                    | 1960 | Hong Kong                  | Mandarim                       | Wang Tian-Lin                             |
| 65         | The Great Devotion                     | 1960 | Hong Kong                  | Cantonês                       | Chor Yuen                                 |
| 66         | My Intimate Partner                    | 1960 | Hong Kong                  | Cantonês                       | Kim Chun                                  |
| 67         | Dangerous Encounters of the First Kind | 1980 | Hong Kong                  | Cantonês                       | Tsui Hark                                 |
| 68         | Ah Ying / Ban Bian Ren                 | 1983 | Hong Kong                  | Cantonês / Mandarim / Inglês   | Allen Fong                                |
| 69         | Durian Durian                          | 2000 | Hong Kong                  | Cantonês / Mandarim            | Fruit Chan                                |
| 70         | Little Toys                            | 1933 | China                      |                                | Sun Yu                                    |
| 71         | Ai le zhongnian                        | 1949 | China                      | Mandarim                       | Sang Hu                                   |
| 72         | The House of 72 Tenants                | 1973 | Hong Kong                  | Cantonês                       | Chor Yuen                                 |
| 73         | Nomad                                  | 1982 | Hong Kong                  | Cantonês                       | Patrick Tam                               |
| 74         | Dust in the Wind                       | 1986 | Taiwan                     |                                | Hou Hsiao-hsien                           |
| 75         | 92 Legendary La Rose Noire             | 1992 | Hong Kong                  | Cantonês                       | Jeffrey Lau                               |
| 76         | Shaolin Soccer                         | 2001 | Hong Kong                  | Cantonês                       | Stephen Chow                              |
| 77         | Song at Midnight                       | 1937 | China                      | Mandarim                       | Ma-Xu Weibang                             |
| 78         | China Behind                           | 1974 | Hong Kong                  |                                | Tang Shu Shuen                            |
| 79         | The Spooky Bunch                       | 1980 | Hong Kong                  | Cantonês                       | Ann Hui                                   |
| 80         | Taipei Story                           | 1985 | Taiwan                     | Mandarim                       | Edward Yang                               |
| 81         | The Blue Kite                          | 1993 | China                      | Mandarim                       | Tian Zhuangzhuang                         |
| 82         | Long Live the Missus!                  | 1948 | China                      | Mandarim                       | Sang Hu                                   |
| 83         | Mambo Girl                             | 1957 | Hong Kong                  | Mandarim                       | Yi Wen                                    |
| 84         | Feast of a Rich Family                 | 1959 | Hong Kong                  | Cantonês                       | Lee Sun-Fung, Lee Tit, Ng Wui, Lo Ji-Hung |
| 85         | Execution in Autumn                    | 1972 | Taiwan                     | Mandarim                       | Lee Hsing                                 |
| 86         | Hibiscus Town                          | 1986 | China                      | Mandarim                       | Xie Jin                                   |
| 87         | God of Gamblers                        | 1989 | Hong Kong                  | Cantonês                       | Wong Jing                                 |
| 88         | As Tears Go By                         | 1988 | Hong Kong                  | Cantonês / Mandarim            | Wong Kar-wai                              |
| 89         | Happy Together                         | 1997 | Hong Kong                  | Mandarim / Cantonês / Espanhol | Wong Kar-wai                              |
| 90         | In the Mood for Love                   | 2000 | Hong Kong                  | Cantonês / Shanghainês         | Wong Kar-wai                              |
| 91         | Myriad of Lights                       | 1948 | China                      | Mandarim                       | Shen Fu                                   |
| 92         | Festival Moon                          | 1953 | Hong Kong                  | Mandarim                       | Zhu Shilin                                |
| 93         | Parents' Hearts                        | 1955 | Hong Kong                  | Cantonês                       | Kim Chun                                  |
| 94         | Lin Zexu                               | 1959 | China                      | Mandarim                       | Zheng Junli, Cen Fan                      |
| 95         | Dream of the Red Chamber               | 1962 | China                      | Mandarim                       | Cen Fan                                   |
| 96         | Digital Master                         | 1983 | Hong Kong                  | Cantonês                       | Kirk Wong                                 |
| 97         | Shanghai Blues                         | 1984 | Hong Kong                  | Cantonês                       | Tsui Hark                                 |
| 98         | The Eight Diagram Pole Fighter         | 1984 | Hong Kong                  | Cantonês                       | Lau Kar-Leung                             |
| 99         | The Black Cannon Incident              | 1985 | China                      | Mandarim                       | Huang Jianxin                             |
| 100        | Rebels of the Neon God                 | 1992 | Taiwan                     | Mandarim / Taiwanês            | Tsai Ming-liang                           |
| 101        | The Puppetmaster                       | 1993 | Taiwan                     | Mandarim / Taiwanês / Japonês  | Hou Hsiao-hsien                           |
| 102        | Summer Snow                            | 1995 | Hong Kong                  | Cantonês                       | Ann Hui                                   |
| 103        | Not One Less                           | 1998 | China                      | Mandarim                       | Zhang Yimou                               |

## Apresentadores
| Ano  | Cerimônia nº | Apresentador(es) |
| ---- | ------------ | --- |
| 1982 | 1            | Eric Ng e Zhan Xiaoping |
| 1983 | 2            | Eric Tsang e Josephine Siao |
| 1984 | 3            | Chung King-fai |
| 1985 | 4            | Winnie Yu |
| 1986 | 5            | Winnie Yu |
| 1987 | 6            | Carol Cheng e Chung King-fai |
| 1988 | 7            | Lydia Shum e Paul Chung |
| 1989 | 8            | Lydia Shum, Eric Tsang e Philip Chan |
| 1990 | 9            | Philip Chan e John Sham |
| 1991 | 10           | Anita Mui e Philip Chan |
| 1992 | 11           | Philip Chan e Lawrence Cheng |
| 1993 | 12           | Lydia Shum e John Sham |
| 1994 | 13           | Lydia Shum e John Sham |
| 1995 | 14           | John Sham e Meg Lam |
| 1996 | 15           | Sandra Ng, Dayo Wong e Veronica Yip |
| 1997 | 16           | Lydia Shum e Nancy Sit |
| 1998 | 17           | Carol Cheng e Cheung Tat Ming |
| 1999 | 18           | Carol Cheng, Cheung Tat Ming, Vincent Kok, Chin Ka Lok e Jerry Lamb                                                                                   |
| 2000 | 19           | Eric Tsang, Sandra Ng e Vincent Kok |
| 2001 | 20           | Carol Cheng, Eric Tsang, Gigi Leung e Eric Ng |
| 2002 | 21           | Eric Tsang, Cecilia Yip, Cheung Tat Min e Jacqueline Pang                                                                                             |
| 2003 | 22           | Eric Tsang, John Sham, Athena Chu e Anna Yau Hoi Man                                                                                                  |
| 2004 | 23           | Dayo, Candice Yu, Athena Chu, Josie Ho, Bowie Tsang, Cherrie Ying e Ada Choi                                                                          |
| 2005 | 24           | Carol Cheng e Lawrence Cheng |
| 2006 | 25           | Eric Tsang, Teresa Mo e Chapman To |
| 2007 | 26           | Nick Cheung, Bowie Tsang e Lam Chi-chung |
| 2008 | 27           | Carol Cheng, Sandra Ng e Sammi Cheng |
| 2009 | 28           | Eric Tsang, Sandra Ng, Teresa Mo, Vincent Kok, Kay Tse, Denise Ho, Chin Ka Lok, Fan Siu Wong, Wong Cho Lam, Lam Chi Chung, Tin Kai-man e Michelle Loo |
| 2010 | 29           | Lawrence Cheng |
| 2011 | 30           | Lawrence Cheng, Teresa Mo e Vincent Kok |
| 2012 | 31           | Eric Tsang, Gordon Lam, Bowie Tsang, Ronald Cheng e Angelababy                                                                                        |
| 2013 | 32           | Eric Tsang, Gordon Lam, Ronald Cheng e Lin Xiaofeng                                                                                                   |
| 2014 | 33           | Teresa Mo, Gordon Lam e Ronald Cheng |
| 2015 | 34           | Jordan Chan, Gordon Lam e Miriam Yeung |
| 2016 | 35           | Lau Ching Wan |
| 2017 | 36           | Ronald Cheng |

## Ligações Externas
- Prêmios Cinematográficos de Hong Kong - Sitio Oficial